# Duponts kolibrie
De Duponts kolibrie (Tilmatura dupontii) is een vogel uit de familie Trochilidae (kolibries).

## Verspreiding en leefgebied
Deze soort komt voor van centraal Mexico tot Nicaragua.

## Status
De grootte van de populatie is in 2022 geschat op 20-50 duizend individuen. Op de Rode lijst van de IUCN heeft deze soort de status niet bedreigd.  

## Externe link

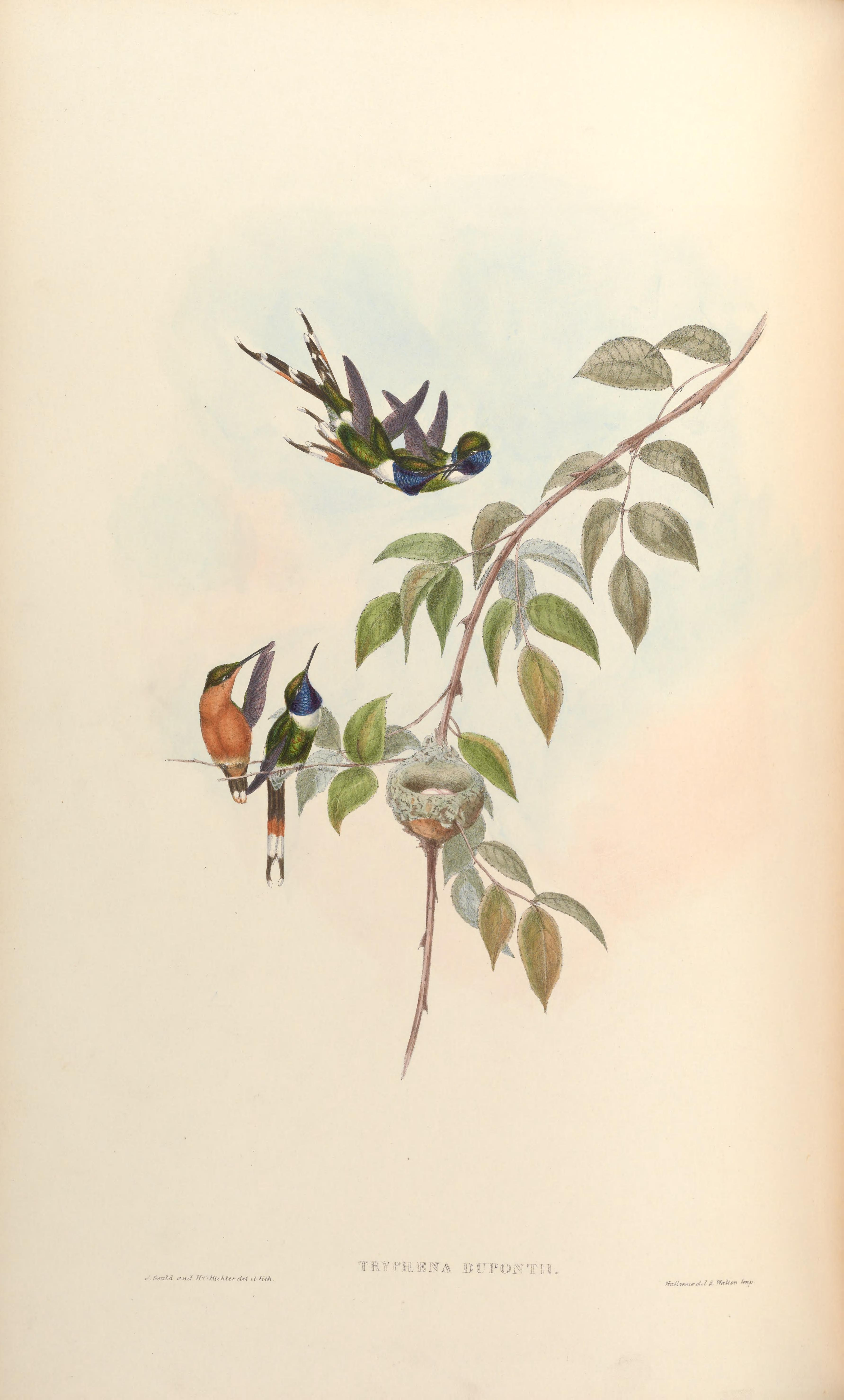
Duponts kolibrie